# برادلي روبي
برادلي روبي, من مواليد عرة ماي 1992 في فورت وورث من ولاية التكساس لاعب امريكي لكرة قدم امريكي ويشغل خطة ركن خلفي في فريقه.

## سيرة شخصية

### مهنة أكاديمية
التحق بجامعة ولاية أوهايو ولعب لفريق أوهايو ستيت باكيز بجامعته لعامين متتالييتن من عام 2011 إلى عام 2013.

### المسار المهني
تم اختياره ليكون من بين الحادي و الثلانين المترشحين في الجولة الأولى لنيل احسن الجوائز من نسخة NFL 2014 باستحقاق من امتياز دنفر برونكس .

## المذكرات و المراجع
1. ↑  Pro Football Reference (بالإنجليزية), Sports Reference, LLC, QID:Q7246590